# Daddy Yankee
Ramón Luis Ayala Rodríguez (sinh ngày 3 tháng 2 năm 1977, nghệ danh: Daddy Yankee) là một rapper, ca sĩ, nhạc sĩ người Puerto Rico.

## Danh sách album

### Phòng thu
- 1995: No Mercy
- 2002: El Cangri.com
- 2003: Los Homerun-es
- 2004: Barrio Fino
- 2007: El Cartel: The Big Boss
- 2010: Mundial
- 2012: Prestige
- 2020: El Disco Duro
- 2022: Legendaddy

### Biểu diễn trực tiếp
- 2005: Ahora le Toca al Cangri! Live
- 2005: Barrio Fino en Directo
- 2020: 2K20

### Khác
- 1997: El Cartel de Yankee
- 2001: El Cartel IIs
- 2006: Salsaton "Salsa Con Reggaetón" (Salsatón: Salsa con reggaetón)
- 2008: Talento de Barrio
- 2013: King Daddy
- 2019: Con Calma & Mis Grandes Exitos

### Nhà sản xuất
- 1998: Tierra de Nadie (DJ Benny Blanco)
- 1999: Gritos de Guerra (Rubio & Joel)
- 1999: Guatauba 2000 (nhiều nghệ sĩ)
- 2001: Haciendo Escante (Nicky Jam)
- 2003: Salón de La Fama (Nicky Jam)
- 2006: Más Grande Que Tú (Miguelito)
- 2007: El Heredero (Miguelito)

## Đời tư
Ayala khá kín tiếng khi nói về cuộc sống riêng tư. Năm 2006, anh từng chia sẻ về người vợ cũng như các con của mình trong một phỏng vấn với María Celeste Arrarás trong Al Rojo Vivo.